# Консонанс і дисонанс
Консонанс і дисонанс (фр. consonance, від лат. consonantia — співзвуччя, узгоджене звучання, і фр. dissonance, від лат. dissonantia — неблагозвучність, неузгоджене звучання; названі латинські терміни — переклади, відповідно, дав.-гр. συμφωνία і διαφωνία) в теорії музики — категорії гармонії, що характеризують злиття або незлиття у сприйнятті тонів, що звучать одночасно, а також самі співзвуччя (інтервали, акорди), які сприймаються/інтерпретуються як «злиті» і «незлиті».

## Загальна характеристика
Попри те, що для пояснення кон- і дисонування часто залучають математико-акустичні аргументи, ні консонанс, ні дисонанс не є абсолютними, «фізичними» сутностями. За винятком октави і квінти (і конкордів, складених з них), які протягом тисячоліть вважалися досконалими консонансами, якість усіх інших інтервалів і співзвуч, їх парні й групові «сонантні» опозиції неодноразово переглядалися (по-різному сприймалися) протягом історії. Цей процес триває і донині.
У системі класико-романтичної гармонії консонансами вважаються унісон (умовно віднесений до інтервалів), октава, квінта, кварта, велика і мала терції, велика і мала сексти, мажорний і мінорний тризвуки та їх обернення. До співзвуч-дисонансів відносять септиму й секунду, тритон, усі збільшені та зменшені інтервали (зокрема — енгармонічно рівні консонансам), а також акорди за участі цих інтервалів.
Кварта — так званий нестійкий консонанс — трактується як дисонанс, якщо її нижній звук поміщається в басі (наприклад, у другому оберненні тризвуку, квартсекстакорді).

## Методи оцінки консонансу і дисонансу
Відмінність між консонансом і дисонансом розглядається в 4 аспектах:
1. математичному (консонанс — простіше відношення чисел коливань, дисонанс — складніше; наприклад, чиста квінта=2: 3, мала септима=5:9);
2. фізичному (або акустичному); дисонанси мають довші періоди повторюваних груп коливань тіла, що звучить, ніж консонанси, і тому дають сильні биття. «Диссонансами» можуть називатися будь-які акустично різкі співзвуки, включно з тими, що в класичній гармонії класифікуються як консонанси. Вовча квінта з точки зору музичної логіки може бути консонансом (наприклад, субдомінантовий тризвук as-c-es у тональності Es-dur), але при цьому іменується (не тільки в старовинних трактатах, але й у сучасній «акустичній» літературі) дисонансом;
3. фізіологічному (консонанс відчувається як м'яке звучання, дисонанс «Диссонансами» — як загострене, дратівливе, неспокійне);
4. психологічному; консонанс виражає спокій, відсутність прагнень, а дисонанс — носій напруги, фактор руху. У європейській багатоголосій музиці плавний перехід від дисонансу до консонансу сприймається як спад напруги, викликає психічне задоволення, стає важливим критерієм естетичної оцінки музики. У російській теорії музики XX століття співвідношення дисонансу і консонансу в ладі метафорично описується як «тяжіння»[ru] (від першого до другого), а перехід дисонансу в консонанс як «розв'язання» (першого в другий). Чергування дисонансів-напруг і консонансів-розрядок утворює «гармонійне дихання» музики.

## Історичний нарис
Співвідношення консонансу й дисонансу завжди було важливою проблемою музики. Піфагорієць (VI—IV ст. до н. е.) проводили аналогію між консонансом (дав.-гр. συμφωνία) і гармонією світу, світовим порядком (космосом), протиставляючи йому дисонанс — дисгармонію, хаос. До консонансів («симфоній») вони відносили октаву, квінту і кварту, квінту з октавою і подвійну октаву, всі інші співзвуки — до дисонансів («діафоній»). Послідовники Піфагора розрізняли консонанс і дисонанс в залежності від числових відношень тонів; послідовники Аристоксена вважали критерієм консонантності «приємність» співзвуч для слуху. У середньовічній теорії музики для позначення консонансу й дисонансу існували терміни «конкорданс» (лат. concordantia) і «дискорданс» (лат. discordantia); схожим терміном («конкорданція») в Росії XVII століття користувався М. П. Дилецький.
У XIII столітті (Іван де Гарландія, Франко Кельнський) обидві терції перейшли в розряд консонансів; незабаром за ними пішли й обидві сексти. У XIV столітті (наприклад, у Гійома де Машо) тризвук ще трактується як м'який дисонанс (потребує переходу). У XV столітті (наприклад, у Антуана Бюнуа) зустрічаються вже паралельні тризвуки і паралельні секстакорди (наприклад, у фобурдонах Гійома Дюфаї), що свідчить про перехід тих та інших у розряд недосконалих консонансів. У XVI столітті обидва тризвуки повністю перейшли в розряд консонансів, причому великий тризвук розглядався як більш «досконалий», чистіший, порівняно з малим (див. Пікардійська терція). На рубежі XVI—XVII століть дисонанси стали вводитися без підготування консонансами (так робив, наприклад, Монтеверді, за що зазнав різкої критики з боку Артузі). У пізньоромантичній гармонії (наприклад, у «Трістані» Р. Вагнера), а особливо на рубежі XIX—XX століть (пізні твори О. М. Скрябіна, твори композиторів нової віденської школи, С. С. Прокоф'єва та ін.) дисонанс вже не обов'язково переходить у консонанс. Прикладом вільного застосування всіх співзвуч, зокрема й дисонансів, є «Весна священна» І. Ф. Стравінського. У музиці XX—XXI століть градація сонантності усвідомлюється як багатоступенева (замість двоступеневої — консонансу і дисонансу): прима і октава, квінта і кварта, терції і сексти (тритон), м'які дисонанси (м. септима, в. секунда), гострі дисонанси (в. септима, м. секунда).

## Інші значення
У лінгвістиці та віршознавстві використовуються терміни, похідні від того ж кореня, що й музичні терміни консонанс/дисонанс (від лат. дієслів consono, dissono) — консонантна писемність і дисонансна рима. Див. також асонанс (від кореня assono).